# Федорив, Андрей Романович
Андрей Романович Фе́дорив (род. 11 августа 1963, Львов, Львовская область, Украинская ССР, СССР) — советский и российский легкоатлет, заслуженный мастер спорта, призёр чемпионата Европы 1986 (200 м), призёр чемпионата мира 1987 (4×100 м), участник Олимпийских игр 1992 и 1996, 39-кратный чемпион СССР, СНГ и России (27-кратный в личных видах) на спринтерских дистанциях.

## Биография
Спортом начал заниматься в 12 лет. Хотел плавать — в плавание его не взяли, но взяли в легкую атлетику. Практически сразу проявил в себе чемпионские качества — выигрывал большинство детских и юношеских соревнований. В сборной СССР с 1983 года. Как спортсмен и человек чрезвычайно требователен к себе, самокритичен.

### Личная жизнь
В 1987 году женится на легкоатлетке Людмиле Калугиной, после замужества — Федоривой, впоследствии ставшей его тренером. В 1988 году у Федоривых родилась дочь Александра, принявшая спортивную эстафету своего отца, и ставшая в 2008 году на Олимпийских играх в Пекине чемпионкой в эстафете 4×100 м (позднее была лишена награды из-за допинга одного из партнёров по эстафете).
В 2007 году развёлся с Людмилой Федоривой и женится на Елене Колесник. В соавторстве с Еленой Колесник опубликовал романы «Тени» (2007), «Смерть и Лето» (2008), «Сенка» (2008), «Другая жизнь» (2008) и путеводитель по загадочным местам Испании «Тайна Ла Муссары или куда ушли тамплиеры» (2013).